# Famille von Canstein
 (août 2024).
La famille von Canstein est une ancienne famille noble de Westphalie, qui partage ses armoiries et sa souche avec les Rabe von Pappenheim et tire son nom du château de Canstein dans l'est du Sauerland. Il est possible que la famille soit d'origine noble, puisqu'elle est autrefois désignée comme barones et dynastii. La partie de la famille appartenant à la chevalerie de l'ancienne Hesse (de) s'est entre-temps éteinte.

## Histoire
L'ancêtre de la famille est le chevalier Rawe de Papenheim, intendant de l'abbaye de Corvey, mentionné pour la première fois dans un document de 1106. Outre l'intendance héréditaire de Corvey, la famille possède de nombreux biens autour de Warburg ainsi que le burgraviat (voir Wartberch (de)) sur la ville elle-même. La famille conserve cette dernière jusqu'à l'occupation de Warburg par les troupes prussiennes en 1802.
Vers 1250, une ligne secondaire se forma, qui s'appela plus tard Rabe von Coglenberg, du nom de sa nouvelle propriété, le château de Kugel (de) près de Volkmarsen. En 1339, l'archevêque Walram donne le château et la ville de Volkmarsen, qui ont été donnés en gage, aux frères Rabe, descendants de "Rave von Papenheim", dont la famille est héritière de Corvey depuis au moins 1106. Ils habitent le château de 1346 à 1530. C'est à cette époque que le palais de style gothique tardif est construit.
En 1307, une autre branche fut inféodée par l'évêque Othon (de) de Paderborn est inféodée au château de Calenberg (de) sur le Calenberg près de Warburg et s'appelle dès lors Rabe von Calenberg ou Rave von Calenberg. Les deux lignées, les Rabe von Coglenberg et les Rabe von Calenberg, sont aujourd'hui éteintes. L'extinction des Rabe von Calenberg en 1464 est l'occasion de l'éclatement de la querelle de Hesse-Paderborn (de) de sept ans (1464-1471) entre le prince-évêque de Paderborn et le landgrave Louis II de Basse-Hesse.
En 1342, Walram de Juliers, archevêque de Cologne et duc de Westphalie et d'Engern, (re)donne aux Rabe le château et la seigneurie de Canstein. Après la reconstruction du château de Canstein, cette branche s'appelle Rabe von Canstein d'après cette propriété ; contrairement aux autres branches de la famille, elle abandonne la partie du nom "Rabe" au cours des décennies suivantes. On le retrouve cependant toujours dans la famille comme prénom (Raban).
En 1657, la famille est élevée au rang de barons héréditaires.

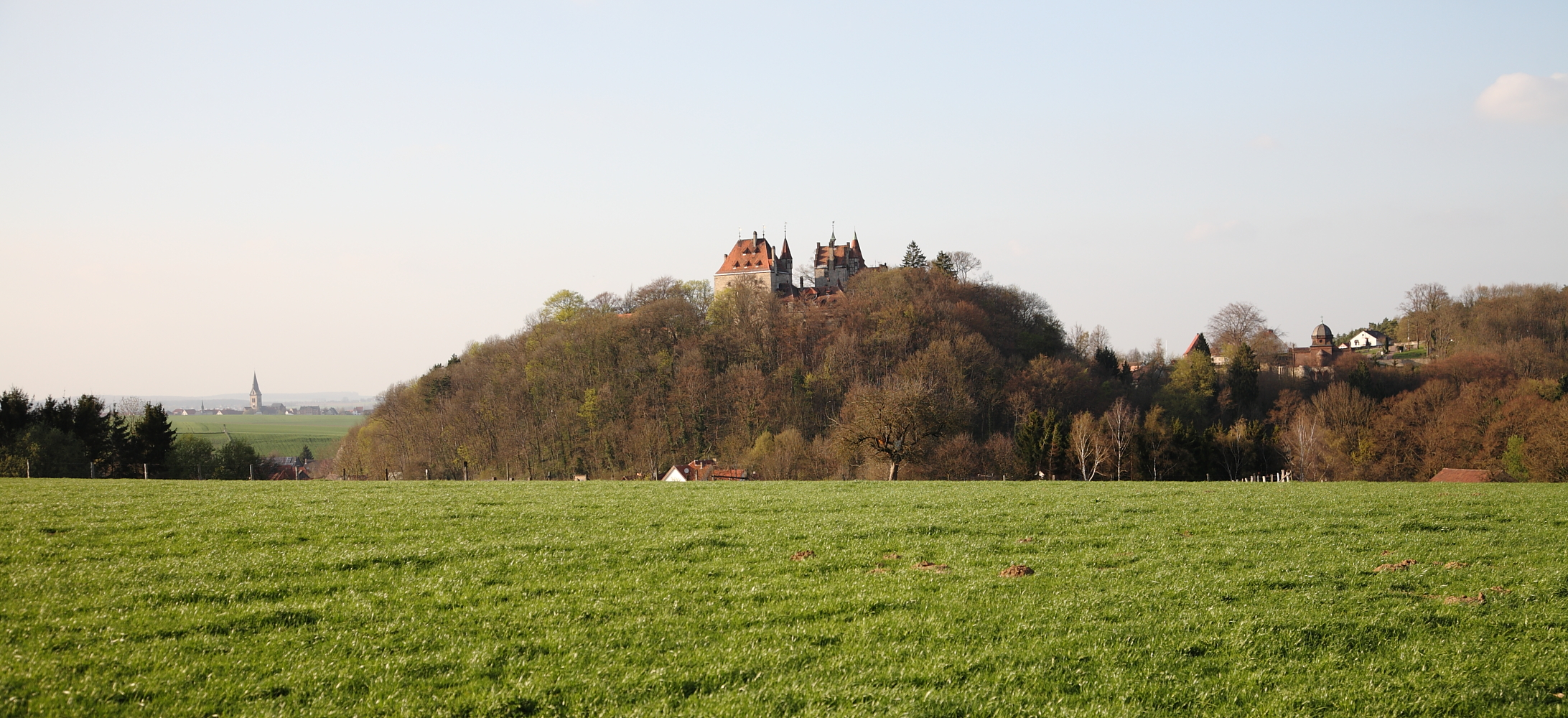
Château de Calenberg (de)
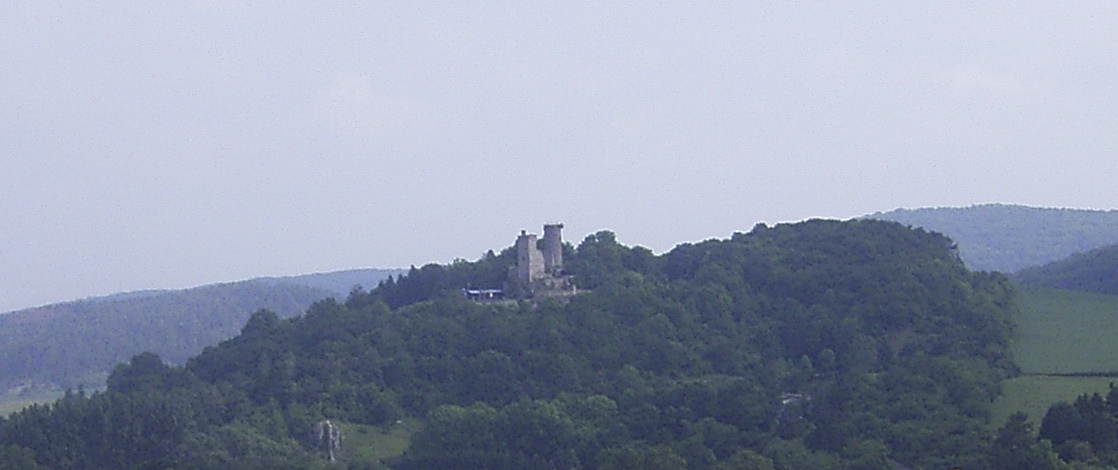
Château de Kugel (de)
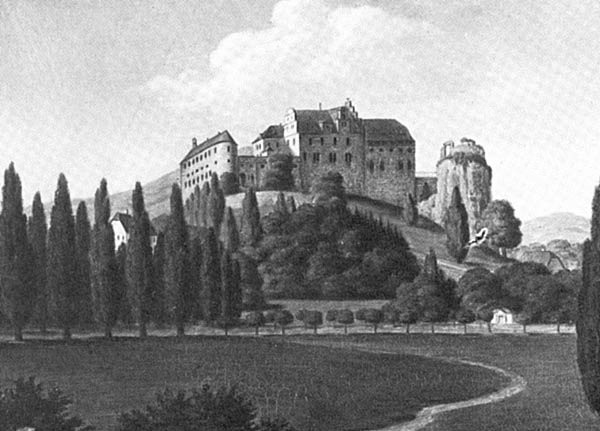
Château de Canstein

## Armes

Armoiries de Marsberg-Canstein

Les armes de la famille se blasonnent ainsi : En argent, un corbeau (de) noir couronné d'or s'avançant vers la droite. Sur le casque aux lambrequins noirs et argentés figure le corbeau devant une colonne (de) argenté orné de cinq plumes alternativement noires et argentées.
- Blason des armoiries des barons : écartelé d'un écusson en cœur, dans ce dernier en argent un corbeau noir couronné d'or marchant vers la droite (armoiries familiales). Champs 1 et 4 en bleu un bâton de maréchal noir avec garnitures dorées. Champs 2 et 3 en argent une aile noire. Deux casques : I. Une aile noire sur un casque bleu et argent avec des lambrequins bleus et argentés. II sur un casque couronné à lambrequins noirs et argentés devant une colonne d'argent ornée d'un panache noir et argenté, le corbeau comme dans l'écu.

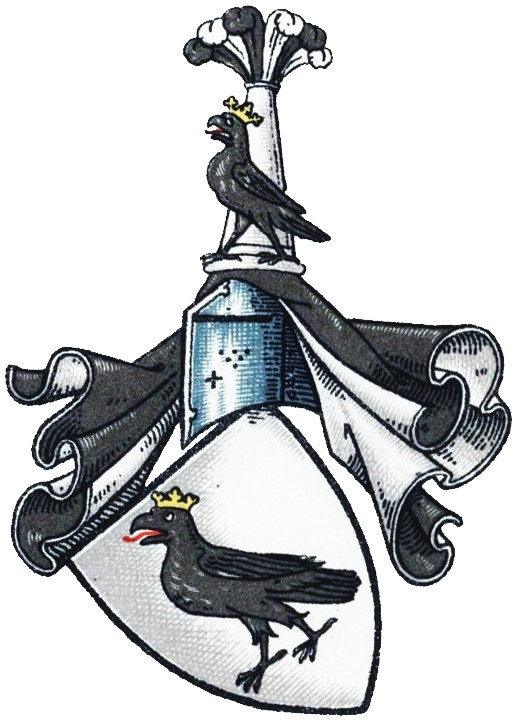
Armoiries familiales des von Canstein dans les Wappenbuch des Westfälischen Adels
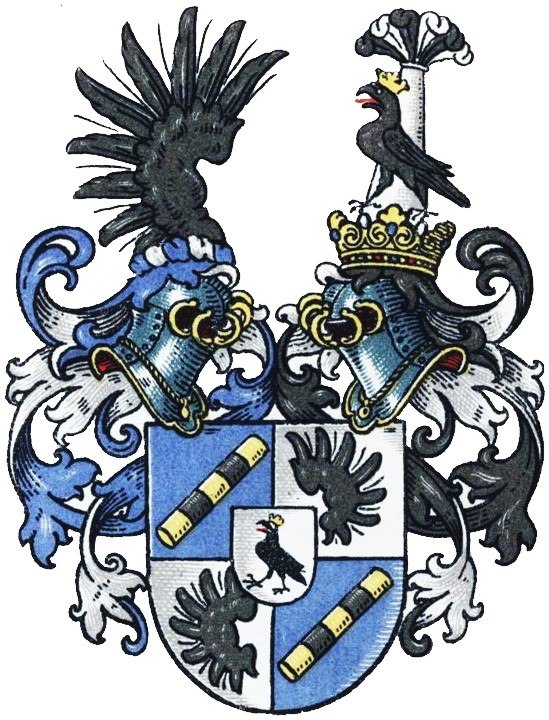
Armoiries du baron de ceux de von Canstein dans les armoiries de la noblesse westphalienne

## Personnalités
- Anton Corvinus (1501-1553), théologien, élève de Martin Luther, réformateur de Basse-Saxe et surintendant de province
- August Wilhelm von Canstein (1765-1848), conseiller de chambre de Nassau
- Carl Hildebrand von Canstein (1667-1719), piétiste, fonda en 1710 l'Institution biblique de Halle
- Carl von Canstein (de) (1898-1979), conseiller supérieur de gouvernement, conseiller ministériel et de 1923 à 1924 administrateur de l'arrondissement de Gueldre (de)
- Ernst Raban von Canstein (de) (1840-1911), économiste royal prussien. conseiller économique du Land et président de la chambre d'agriculture de Brandebourg
- Henriette von Canstein (1682-1773), en tant que "Sœur Scholastika" abbesse de l'abbaye bénédictine de Gehrden (de)
- Philipp Carl von Canstein (1804-1877), général prussien
- Philipp Ludwig von Canstein (de) (1669-1708), officier et commandant brandebourgeois
- Philipp Raban von Canstein (1680-1754), officier et administrateur de Rinteln
- Rabe von Canstein (1365-1448), cofondateur de la Ligue des Bengler (de) en 1391
- Raban von Canstein (de) (1617-1680), conseiller privé de l'électorat de Brandebourg et président de chambre
- Raban von Canstein (de) (1845-1911), juriste et professeur d'université autrichien
- Raban von Canstein (de) (1906-2005), général allemand
- Robert von Canstein (de) (1796-1875), officier, maréchal de cour et député
- Ulrich von Canstein (1906-1991), colonel et titulaire de la croix de chevalier